# Adrian Durston
Pour les articles homonymes, voir Durston.
Pas d'image ? Cliquez ici

a Compétitions nationales et continentales officielles uniquement.

b Matchs officiels uniquement.
Peter Adrian Ronald Durston, né le 28 octobre 1975 à Neath, est un joueur de rugby à XV gallois évoluant au poste d'arrière.

## Biographie
Adrian Durston est sélectionné deux fois en équipe nationale en 2001, obtenant sa première cape le 10 juin 2001 à l'occasion d'un match contre le Japon. 